# UMFN Njardvík
L'UMFN Njardvik est un club islandais de basket-ball basé à Njarðvík. Le club, appartenant à l'élite du championnat islandais est l'un des plus beaux palmarès du pays.

## Palmarès
- Champion d'Islande : 1981, 1982, 1984, 1985, 1987, 1988, 1989, 1991, 1995, 1996, 2000, 2001, 2002, 2006
- Vainqueur de la Coupe d'Islande : 2002, 2003, 2005